# Akhisar Belediyespor
Az Akhisar Belediye Gençlik ve Spor Kulübü egy török sportegyesület Akhisar városában.

## Történelem
1970-ben a Güneşspor, Gençlikspor és a Doğanspor egybeolvasztásával jött létre, az elnök és alapító Yılmaz Atabarut volt. 1984-ig amatőr ligákban szerepeltek, majd ekkor a negyedosztályba jutottak fel. Tíz évvel később kiestek, majd a következő szezonban ismét feljutottak. A 2008-09-es szezont már a harmadosztályban kezdték meg. A következő szezont a feljutó második helyett érték el. A 2011–12-es idény során megnyerték a másodosztályt és feljutottak az élvonalba, történelmük során először. Ekkor érkezett a csapathoz Bruno Mezenga, Çağdaş Atan és Ibrahima Sonko. 2013 januárjában csatlakozott hozzájuk a görög válogatott Theofánisz Gékasz. 2015-ben a világbajnokságot nyerő Roberto Carlos lett a csapat menedzsere. 2018. május 10-én megnyerték a török kupát, ezzel kiharcolták az Európa-ligában való indulás jogát. Augusztus 5-én a szuperkupát is megnyerték.

## Sikerlista
- Török másodosztály:
  - Bajnok (1): 2011–12

- Török Kupa:
  - Győztes (1): 2017–18

- Török Szuperkupa:
  - Győztes (1): 2018

## Keret
2020. augusztus 28-i állapotnak megfelelően. 
| #  |     | Poszt | Név                |
| -- | --- | ----- | ------------------ |
| 1  | SRB | K     | Milan Lukač        |
| 2  | BIH | V     | Avdija Vršajević   |
| 3  | BIH | V     | Edin Cocalić       |
| 4  | SVN | KP    | Rajko Rotman       |
| 5  | TUR | KP    | Eray Ataseven      |
| 6  | TUR | KP    | Aykut Çeviker      |
| 7  | TUR | V     | Musa Nizam         |
| 8  | TUR | KP    | Taha Yalçıner      |
| 9  | TUR | CS    | Ergin Keleş        |
| 10 | TUR | CS    | Çekdar Orhan       |
| 11 | TUR | KP    | Onur Ayık          |
| 14 | TUR | V     | Tolga Ünlü         |
| 17 | TUR | KP    | Hasan Ali Adıgüzel |

| #  |     | Poszt | Név               |
| -- | --- | ----- | ----------------- |
| 18 | BIH | CS    | Irfan Hadžić      |
| 19 | TUR | CS    | Bertuğ Bayar      |
| 20 | TUR | KP    | Alperen Babacan   |
| 21 | TUR | V     | Burhan Eşer       |
| 22 | TUR | V     | Uğur Arslan Kuru  |
| 24 | TUR | CS    | Muhammet Reis     |
| 37 | ALB | CS    | Sokol Cikalleshi  |
| 45 | TUR | K     | Gökhan Değirmenci |
| 61 | TUR | V     | Kadir Keleş       |
| 66 | TUR | KP    | Ali Kaan Güneren  |
| 87 | ISL | KP    | Elmar Bjarnason   |
| 89 | TUR | KP    | Erhan Çelenk      |
| 99 | TUR | K     | Halil Yeral       |